# تركي بالجوش
تركي بالجوش لاعب كرة قدم سعودي ، يلعب كحارس مرمى في نادي الاتفاق.